# Champcevinel
Champcevinel é uma comuna francesa na região administrativa da Nova Aquitânia, no departamento Dordonha. Estende-se por uma área de 17,66 km². Em 2010 a comuna tinha 3 003 habitantes (densidade: 170 hab./km²).